# Steenpoort (Świdwin)
De Steenpoort (Pools: Brama Kamienna, Duits: Steintor) is een stadspoort in de Poolse stad Świdwin (Duits: Schivelbein).
De gotische poort is een voorbeeld van baksteengotiek en staat op deze plek sinds de 14e eeuw. De Steenpoort bestaat uit drie verdiepingen. De poort maakte onderdeel uit van de stadsmuur van Świdwin, welke verbonden was met het kasteel van Świdwin, dat vanaf 1384 bezit was van de Duitse Orde. De stad beschikte over drie stadspoorten. 

## Afbeeldingen

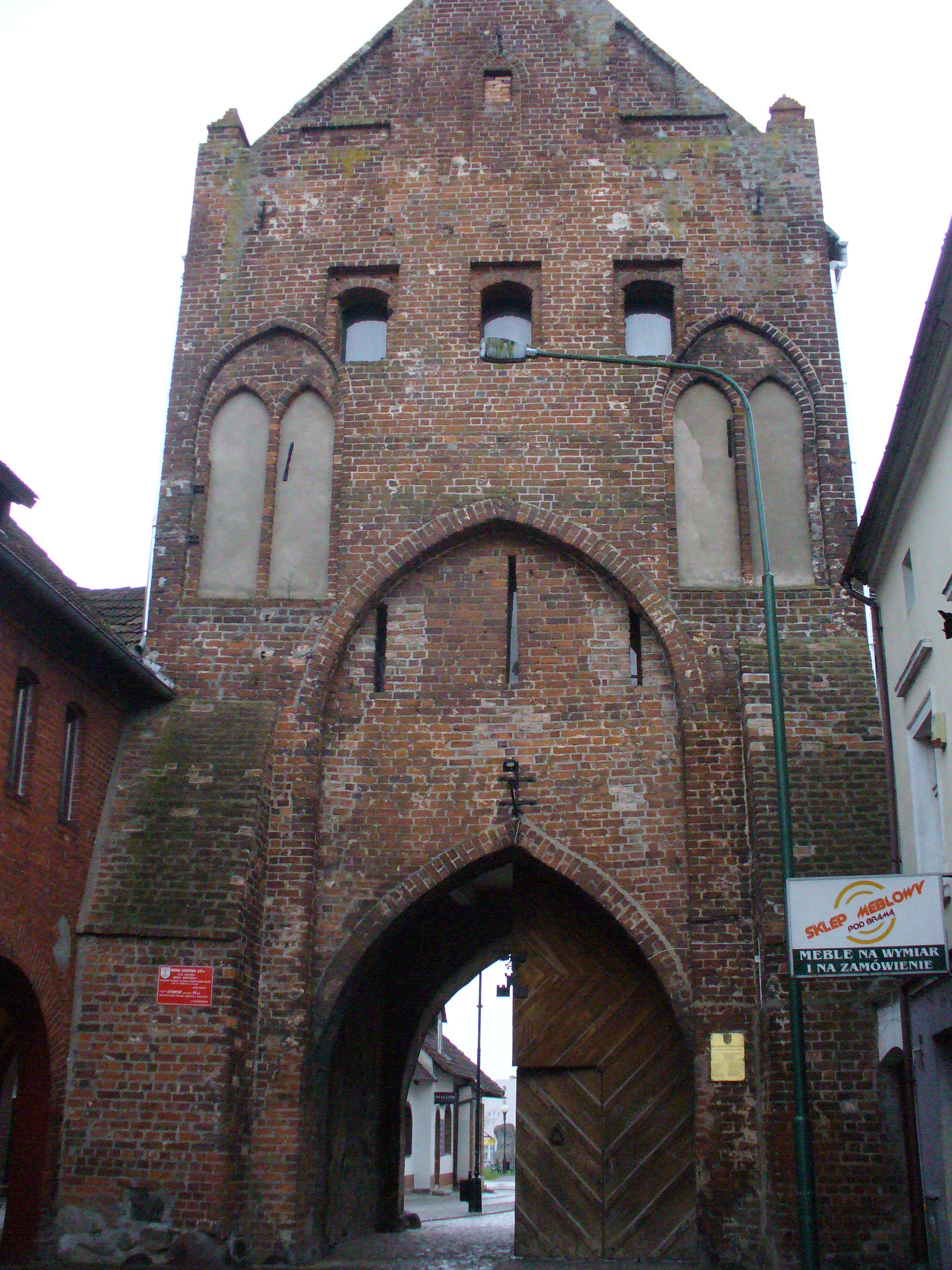
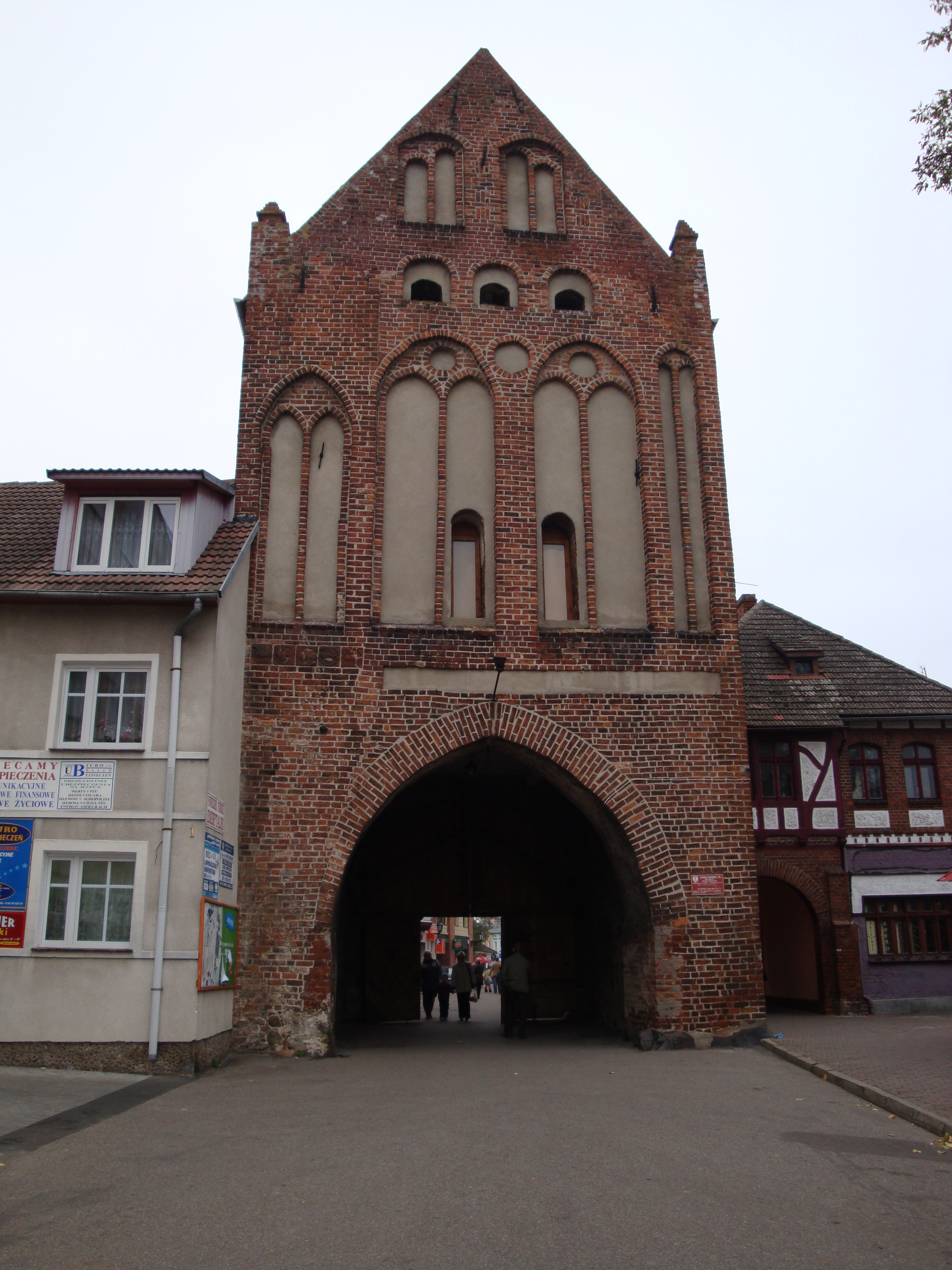
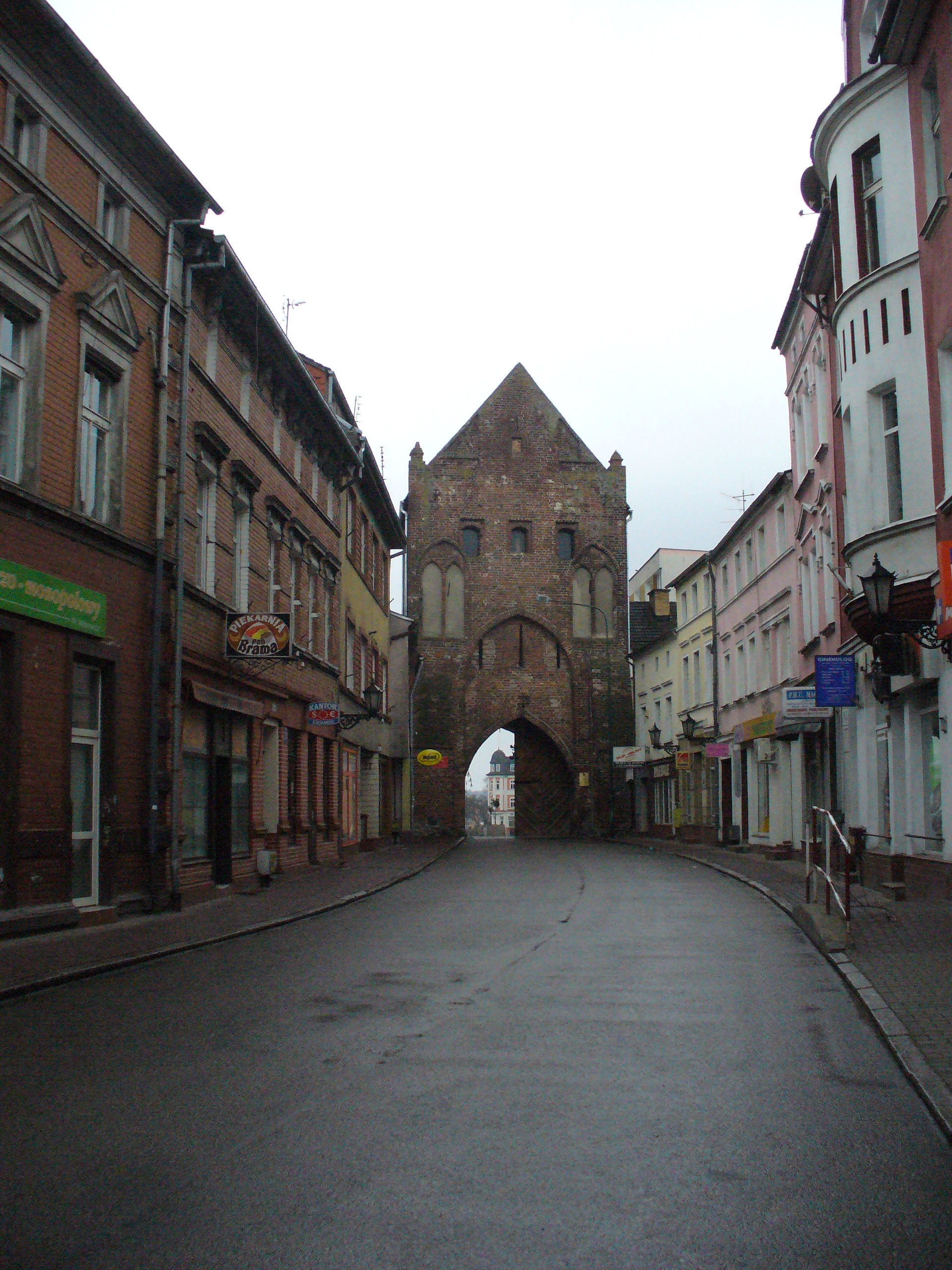